# 大特尔诺沃图书馆
大特尔诺沃图书馆是位於大特尔诺沃的保加利亞的國家圖書館。该图书馆創建於1922年4月1日，是保加利亚第三大图书馆。

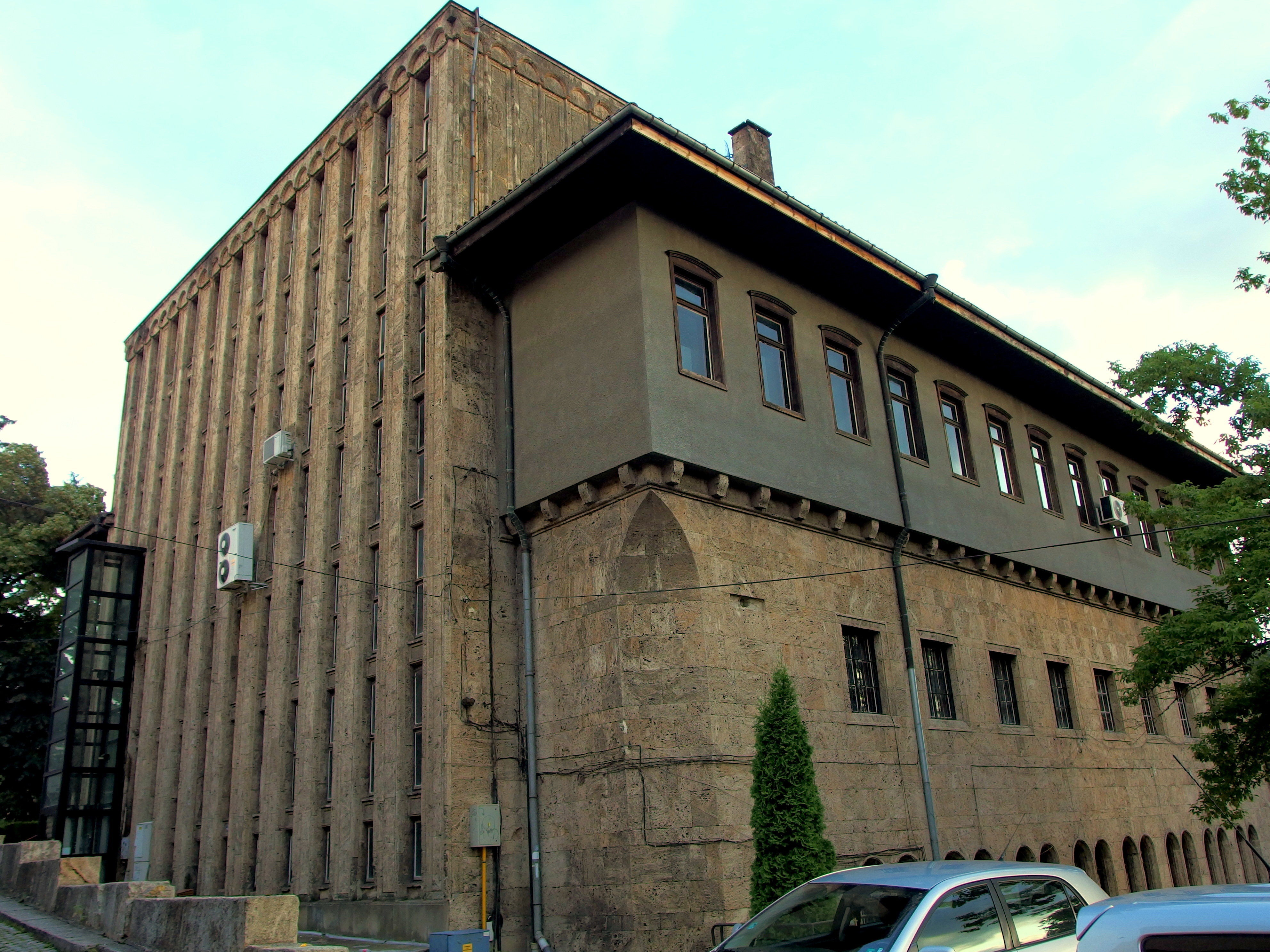

## 外部連結
- Official website of the National Library（页面存档备份，存于）
- （页面存档备份，存于）

42°41′41″N 23°20′10″E / 42.69472°N 23.33611°E